# Dambadżawyn Cend-Ajuusz
Dambadżawyn Cend-Ajuusz (mong. Дамбажавын Цэнд-Аюуш; ur. 15 maja 1952 w somonie Galt) – mongolski judoka i sambista. Dwukrotny olimpijczyk. Zajął piąte i dziewiętnaste miejsce w Moskwie 1980 i osiemnaste w Montrealu 1976. Walczył wadze średniej, półciężkiej i kategorii open.
Uczestnik mistrzostw świata w 1975, 1981 i 1983. Mistrz świata w sambo w 1981 roku.

## Letnie Igrzyska Olimpijskie 1976
| Konkurencja | Eliminacje             | Klas. końcowa |
| Konkurencja | Przeciwnik I           | Miejsce       |
| ----------- | ---------------------- | ------------- |
| 93 kg       | Jorge Portelli (ARG) P | 18.           |

## Letnie Igrzyska Olimpijskie 1980
| Konkurencja | Eliminacje                   | Klas. końcowa |
| Konkurencja | Przeciwnik I                 | Miejsce       |
| ----------- | ---------------------------- | ------------- |
| 86 kg       | Aleksandrs Jackēvičs (URS) P | 19.           |

| Konkurencja | Eliminacje             | Eliminacje             | Repasaże             | Finały              | Klas. końcowa |
| Konkurencja | Przeciwnik I           | 1/4                    | Przeciwnik I         | o 3. miejsce        | Miejsce       |
| ----------- | ---------------------- | ---------------------- | -------------------- | ------------------- | ------------- |
| open        | Abdoulaye Kote (SEN) Z | Dietmar Lorenz (GDR) P | Pavel Drăgoi (ROU) Z | Arthur Mapp (GBR) P | 5.            |